# Cotyledon tomentosa
Cotyledon tomentosa, južnoafrički endem grmolikog oblika iz porodice tustikovki. Lokalno je zbog oblika listova poznat kao medvjeđa ili mačja šapa, a područje mu je svedeno na kraj između Groot River i Trumpeter's Poorta.
Može narasti od 30 do 70 cm. visine

## Podvrste
- Cotyledon tomentosa subsp. ladismithiensis (Poelln.) Toelken